# Подовалов Олександр Олександрович
Олекса́ндр Олекса́ндрович Подова́лов — полковник Збройних сил України, учасник російсько-української війни.

## З життєпису
Станом на грудень 2012 року підполковник Подовалов — старший штурман Севастопольської бригади тактичної авіації. На березень 2014-го — заступник командира бригади Юлія Мамчура.

## Нагороди
29 вересня 2014 року — за особисту мужність і героїзм, виявлені у захисті державного суверенітету та територіальної цілісності України, вірність військовій присязі під час російсько-української війни, відзначений — нагороджений орденом Богдана Хмельницького III ступеня.